# Peripsychoda clavicula
Peripsychoda clavicula és una espècie d'insecte dípter pertanyent a la família dels psicòdids.

## Descripció
- Mascle: ulls separats per una distància igual a 1 faceta de diàmetre; pont ocular ample; sutura interocular arquejada i sense projecció mitjana; la major part del front és coberta de pèls; escap curt, sense arribar a la mida del pedicel; tòrax sense patagi; ales de 2,5 mm de llargària i 1,4 mm d'amplada, tenyides molt lleugerament de marró (més fosc a la cel·la costal), vena subcostal acabant una mica abans de la base de R2+3, base de M2 afeblida; edeagus asimètric.
- Femella: similar al mascle, però amb els ulls separats per 3 facetes de diàmetre; antenes d'1,2 mm de longitud i de 16 artells; placa subgenital força esclerotitzada i a sota de l'espermateca; lòbuls apicals de la placa subgenital petits; ales de 2,3 mm de llargada i 0,9 mm d'amplada.[3]

## Distribució geogràfica
És un endemisme de Borneo.